# طرنيب

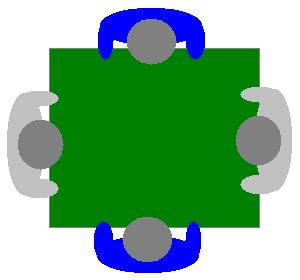
ترتيب الجلوس في لعبة الطرنيب بحيث يجلس كل فريق متقابلين

الطرنيب هي لعبة شدة معروفة في الدول العربية عامة وبلاد الشام خاصة مستخدمة لورق اللعب. تسمى «حكم» في دول الخليج العربي. الهدف من اللعبة هو كسب مجموعات طرنيب متتالية. تتكون اللعبة من أربعة لاعبين يلعبون في شراكة، حيث كل اثنان في فريق واحد. تبقى الفرق تلعب كما هي حتى نهاية المجموعات وإعلان الفائز.
قواعد اللعبة
يجب طلب ١٣ (كبوت) في حال وجود ٩ أوراق من نفس الشكل.يتم تفريش اللعبة في حال تم طلب ٣ باس متتالية  
ويتم فرش لعبه في حال كان ولد ب حبة او ولدين بحبة تفرش

## القواعد
اللعبة تستخدم 52 بطاقة لعب (مجموعة كاملة من البطاقات من دون الجوكر) طريقة سير اللعبة على التوالي بالطلب بدئاً بالشخص على يمين موزع الورق، اللعبة مكونة من 4 لاعبين كل لاعبين "2" متقابلين هما ضمن فريق واحد.
1. اللعبة تبدأ بتوزيع الاوراق من اليمين انتهاءً بالموزع.
2. طريقة الطلب: ابتداءً من باس أو 7 اقل شيء وانتهاءً ب 13 «كبوت\كبود», والطلبات أيضا بالتوالي كما التوزيع، تبدأ من الشخص على يمين الموزع وصاحب أعلى طلب يختار الطرنيب.
3. إذا لم تستطيع تجميع الاكلات المطلوبة سيتم الاقتصاص من النتيجة مثلا طلبت 10 وجمعت 9 أكلات يحسب لك -10 وللفريق الخصم يحسب له ما جمعه من اللطوش وهو في هذا المثال 4.
4. إذا كشف الفريق الآخر يغش يتم خصم 5-.
5. تنتهي اللعبة بمجرد وصول أحد الفريقين إلى 64 أو 32 تعتمد على اتفاق اللاعبين قبل بدء اللعب.

ترتيب الكرت
1. A (قص)
2. K (شيخ)
3. Q (بنت)
4. J (ولد)
5. ثم نزولا بالترتيب من الـ 10 إلى ال 2. [بحاجة لمصدر]